# أياكو أوكاموتو
أياكو أوكاموتو (باليابانية: 岡本綾子؛ بالكانا: おかもと あやこ) هي لاعبة غولف يابانية، ولدت في 2 أبريل 1951 في هيروشيما في اليابان.

## وصلات خارجية
- الموقع الرسمي
- أياكو أوكاموتو على موقع رابطة لاعبات الغولف المحترفات (الإنجليزية)